# Nanobe
 Der er for få eller ingen kildehenvisninger i denne artikel, hvilket er et problem. Du kan hjælpe ved at angive troværdige kilder til de påstande, som fremføres i artiklen.

 Denne artikel bør gennemlæses af en person med fagkendskab for at sikre den faglige korrekthed.

Nanober eller nanobakterier er de mindst (formodede) levende organismer man til dato (2018) har kendskab til. De måler mellem 20 – 150 nm og er både fundet i sandstensprøver 3-5 km under havbunden ud for Australiens kyst og i menneskelige nyresten. Nanober er godt 10 gange mindre end de mindste almindelige bakterier.
Nanober blev opdaget i 1996 (offentliggjort i American Mineralogist, vol 83., 1998) af Philipa Uwins, University of Queensland, Australia.

Det er dog ikke endeligt bevist at der er tale om liv.

Nanober har egentligt været kendt af forskere i en del årtier, men er i disse kredse blevet regnet for et biprodukt af laboratorieforsøg og ikke et produkt af naturen.
ALH84001, en meteorit fra Mars, satte fornyet gang i forskningen af ekstremofiler og spørgsmålet om, hvorvidt fundene på ALH84001 var nanober eller en uorganisk formation, har forskningen siden afdækket eksistensen af, i bred enighed, at de er nanober.[kilde mangler]